# 松村千秋
松村 千秋（まつむら ちあき、1992年10月25日 - ）は、日本のカーリング選手。中部電力カーリング部所属。

## 経歴
長野県軽井沢町出身。11歳の時からカーリングを始め、2011年に長野県小諸商業高等学校を卒業後、中部電力に入社。
2012–2013年シーズン
- 第30回日本カーリング選手権大会に中部電力のリードとして出場、優勝[4]。

2013–2014年シーズン
- ソチオリンピック日本代表決定戦で北海道銀行に敗れ、オリンピック出場を逃した[5]。
- 第31回日本カーリング選手権大会に中部電力のセカンドとして出場、優勝[6]。

2014–2015年シーズン
- 第32回日本カーリング選手権大会に出場、6位[7]。

2015–2016年シーズン
- 中部カーリング選手権の決勝で中嶋星奈がスキップを務める軽井沢FBに敗れ、日本選手権出場を逃した[8]。

2016–2017年シーズン
- 第34回日本カーリング選手権大会に中部電力のスキップとして出場、優勝[9]。

2017–2018年シーズン
- 平昌オリンピック日本代表決定戦でLS北見と対戦して1勝3敗となり、オリンピック出場を逃した[10]。
- 第35回日本カーリング選手権大会に出場、3位[11]。

2018–2019年シーズン
- 第36回日本カーリング選手権大会にサードとして出場、優勝[12]。
- 2019年世界女子カーリング選手権大会に出場、4位[13]。

2019–2020年シーズン
- 2019年パシフィックアジアカーリング選手権大会に出場、準優勝[14][15]。
- 第13回日本ミックスダブルスカーリング選手権大会に谷田康真とペアを組み出場。予選リーグから決勝までロコソラーレの選手（吉田夕梨花・鈴木夕湖・吉田知那美・藤澤五月）のペアを4人制での投げる順番に全て撃破して全勝優勝[16]。日本代表としてミックスダブルス世界選手権に出場する予定だったが、新型コロナの感染拡大により中止になった。

2020–2021年シーズン
- 第38回日本カーリング選手権大会3位[17]、第14回日本ミックスダブルスカーリング選手権大会準優勝[18]。

## 人物
- 家族6人全員がカーリングをするカーリング一家であり、TM軽井沢に所属する松村雄太は兄[19]。

## チーム

### 4人制女子
| 略語 | 略語     |
| ---- | -------- |
| (S)  | スキップ |

| シーズン | フォース     | サード       | セカンド     | リード     | リザーブ   | コーチ     | 主な大会            |
| -------- | ------------ | ------------ | ------------ | ---------- | ---------- | ---------- | ------------------- |
| 2007–08  | 松村千秋 (S) | 清水絵美     | 小林茉央     | 小川茉莉   |            |            | JJCC 2007           |
| 2009–10  | 松村千秋 (S) | 長谷川智加   | 小林茉央     | 小川茉莉   | 北野愛美   |            | JJCC 2009           |
| 2010–11  | 松村千秋 (S) | 手鹿早也果   | 小林茉央     | 土屋理子   |            |            | JJCC 2010           |
| 2011–12  | 藤澤五月 (S) | 市川美余     | 清水絵美     | 佐藤美幸   | 松村千秋   | 長岡はと美 | PACC 2011           |
| 2012–13  | 藤澤五月 (S) | 市川美余     | 清水絵美     | 松村千秋   | 佐藤美幸   | 長岡はと美 | JCC 2013, WWCC 2013 |
| 2013–14  | 藤澤五月 (S) | 市川美余     | 松村千秋     | 清水絵美   | 佐藤美幸   | 長岡はと美 | JCC 2014            |
| 2014–15  | 藤澤五月 (S) | 清水絵美     | 松村千秋     | 北澤育恵   | 石郷岡葉純 |            | JCC 2015            |
| 2015–16  | 清水絵美     | 松村千秋 (S) | 石郷岡葉純   | 北澤育恵   |            |            | KICC 2015           |
| 2016–17  | 松村千秋 (S) | 清水絵美     | 北澤育恵     | 石郷岡葉純 | 中嶋星奈   | 松村保     | JCC 2017            |
| 2017–18  | 松村千秋 (S) | 北澤育恵     | 中嶋星奈     | 石郷岡葉純 | 清水絵美   |            | JCC 2018            |
| 2018–19  | 北澤育恵     | 松村千秋     | 中嶋星奈 (S) | 石郷岡葉純 | 清水絵美   | 両角友佑   | JCC 2019, WWCC 2019 |
| 2019–20  | 北澤育恵     | 松村千秋     | 中嶋星奈 (S) | 石郷岡葉純 | 清水絵美   | 両角友佑   | PACC 2019, JCC 2020 |
| 2020–21  | 北澤育恵     | 松村千秋     | 中嶋星奈 (S) | 石郷岡葉純 | 鈴木みのり | 両角友佑   | JCC 2021            |
| 2021–22  | 北澤育恵 (S) | 中嶋星奈     | 鈴木みのり   | 石郷岡葉純 | 松村千秋   | 両角友佑   | JCC 2022            |
| 2022–23  | 北澤育恵 (S) | 中嶋星奈     | 鈴木みのり   | 石郷岡葉純 | 松村千秋   | 両角友佑   | JCC 2023            |

### ミックスダブルス
| シーズン | 女性     | 男性     | 主な大会   |
| -------- | -------- | -------- | ---------- |
| 2017–18  | 松村千秋 | 清水芳郎 | JMDCC 2018 |
| 2019–20  | 松村千秋 | 谷田康真 | JMDCC 2020 |
| 2020–21  | 松村千秋 | 谷田康真 | JMDCC 2021 |
| 2021–22  | 松村千秋 | 谷田康真 | WMDCC2022  |
| 2022–23  | 松村千秋 | 谷田康真 | JMDCC 2023 |

## 成績

### 4人制女子

#### 世界選手権
- 2013年世界女子カーリング選手権大会：7位（中部電力／日本代表）
- 2019年世界女子カーリング選手権大会：4位（中部電力／日本代表）
- 2022年世界女子カーリング選手権大会：7位（中部電力／日本代表）[37]

#### パシフィックアジア選手権
- 2011年パシフィックアジアカーリング選手権大会（英語版）：4位（中部電力／日本代表）
- 2012年パシフィックアジアカーリング選手権大会（英語版）： 銀メダル（中部電力／日本代表）
- 2019年パシフィックアジアカーリング選手権大会： 銀メダル（中部電力／日本代表）

#### 日本選手権
- 第29回日本カーリング選手権大会（2012年）： 金メダル（中部電力）
- 第30回日本カーリング選手権大会（2013年）： 金メダル（中部電力）
- 第31回日本カーリング選手権大会（2014年）： 金メダル（中部電力）
- 第32回日本カーリング選手権大会（2015年）：6位（中部電力）
- 第33回日本カーリング選手権大会（2016年）：不出場（中部電力）
- 第34回日本カーリング選手権大会（2017年）： 金メダル（中部電力）
- 第35回日本カーリング選手権大会（2018年）： 銅メダル（中部電力）
- 第36回日本カーリング選手権大会（2019年）： 金メダル（中部電力）
- 第37回日本カーリング選手権大会（2020年）： 銀メダル（中部電力）
- 第38回日本カーリング選手権大会（2021年）： 銅メダル（中部電力）
- 第39回日本カーリング選手権大会（2022年）： 銀メダル（中部電力）
- 第40回日本カーリング選手権大会（2023年）： 銅メダル（中部電力）

#### 中部選手権
- 第21回中部カーリング選手権大会（2015年）： 優勝（中部電力）[38]
- 第22回中部カーリング選手権大会（2016年）： 準優勝（中部電力）[8]
- 第23回中部カーリング選手権大会（2017年）： 優勝（中部電力）[39]

#### 日本ジュニア選手権
- 第16回日本ジュニアカーリング選手権（2007年）：4位（軽井沢中学）
- 第18回日本ジュニアカーリング選手権（2009年）：5位（軽井沢ジュニア）
- 第19回日本ジュニアカーリング選手権（2010年）：6位（軽井沢Jr）

### ミックスダブルス

#### 世界選手権
- 2022年世界ミックスダブルスカーリング選手権大会：9位（松村・谷田／日本代表）[36]

#### 日本選手権
- 第11回日本ミックスダブルスカーリング選手権大会（2018年）：予選敗退（松村・清水）
- 第13回日本ミックスダブルスカーリング選手権大会（2020年）： 金メダル（松村・谷田）
- 第14回日本ミックスダブルスカーリング選手権大会（2021年）： 銀メダル（松村・谷田）
- 第16回日本ミックスダブルスカーリング選手権大会（2023年）： 金メダル（松村・谷田）